# Cratere Stebbins
Stebbins è un grande cratere lunare di 129,74 km situato nella parte nord-orientale della faccia nascosta della Luna.